# Lubutana mayeri
Lubutana mayeri är en tvåvingeart som beskrevs av Louis-Paul Mesnil 1955. Lubutana mayeri ingår i släktet Lubutana och familjen parasitflugor.
Artens utbredningsområde är Nigeria. Inga underarter finns listade i Catalogue of Life.